# Noel Valladares
Noel Eduardo Valladares Bonilla dit Noel Valladares, né le 3 mai 1977 à Comayagua (Honduras), est un footballeur hondurien qui évoluait au poste de gardien de but.

## Biographie
Il a joué dans divers clubs honduriens, chronologiquement au Real Comayagua, eu CD Motagua puis depuis 2005 au CD Olimpia, et en équipe du Honduras dans les années 1990 et 2000.
À ses débuts, Valladares pouvait évoluer aussi bien en tant que gardien de but qu'attaquant avant de se limiter au premier poste. Il est l'un des joueurs les plus sélectionnés avec l'équipe Hondurienne de football, devenant ainsi l'un des titulaires indiscutables dans les années 2000 au poste de gardien et prenant part avec succès aux qualifications pour la Coupe du monde 2010 puisque le Honduras s'y qualifie pour la deuxième fois de son histoire après l'édition de 1982. C'est dans cette équipe qu'il a le plus gagné de matches. 
Il a auparavant pris part avec la sélection aux Jeux olympiques de 2000 à Sydney, à la Copa América 2001, à la Gold Cup 1998 et à la Gold Cup 2011.
En 2014, il participe à son second Mondial (Coupe du monde de football de 2014) au Brésil.
Au 21 juin 2014, il compte 123 apparitions pour une réalisation avec la sélection Hondurienne